# Bauerschaftsglocke
Eine Bauerschaftsglocke ist eine meist freistehende Glocke inmitten eines Drubbels. Verbreitet waren diese Glocken beispielsweise im Ravensberger Land. Die Glocke war in allen Bauerschaften aufgestellt, die über keine eigene Kirche verfügten, und gehörte zum bäuerlichen Leben im Ravensberger Land. Die Glocke war relativ klein und in einem extra errichteten „Glockenbaum“ aufgehängt. Der Glockenbaum war nicht mehr als ein hölzerner Mast mit Träger für die frei aufgehängte Glocke und kleinem hölzernen Dach als Witterungsschutz. Der Mastbaum wurde durch ein Zugseil zum Läuten der Glocke komplettiert. Der Glöckner läutete zum täglichen Gebet, zur Beerdigung und im Brandfall. Der Einsatz der Bauerschaftsglocke im Ravensberger Land ist überwiegend religiös bedingt – im Gegensatz zur Bauernglocke im Kreis Schleswig-Flensburg, die als Hoheitszeichen der Gemeindeoberen galt.
Heute sind nur noch wenige Bauerschaftsglocken erhalten. Im Ortsteil Schwenningdorf-Stukenhöfen der Gemeinde Rödinghausen ist solch eine Glocke noch zu sehen.

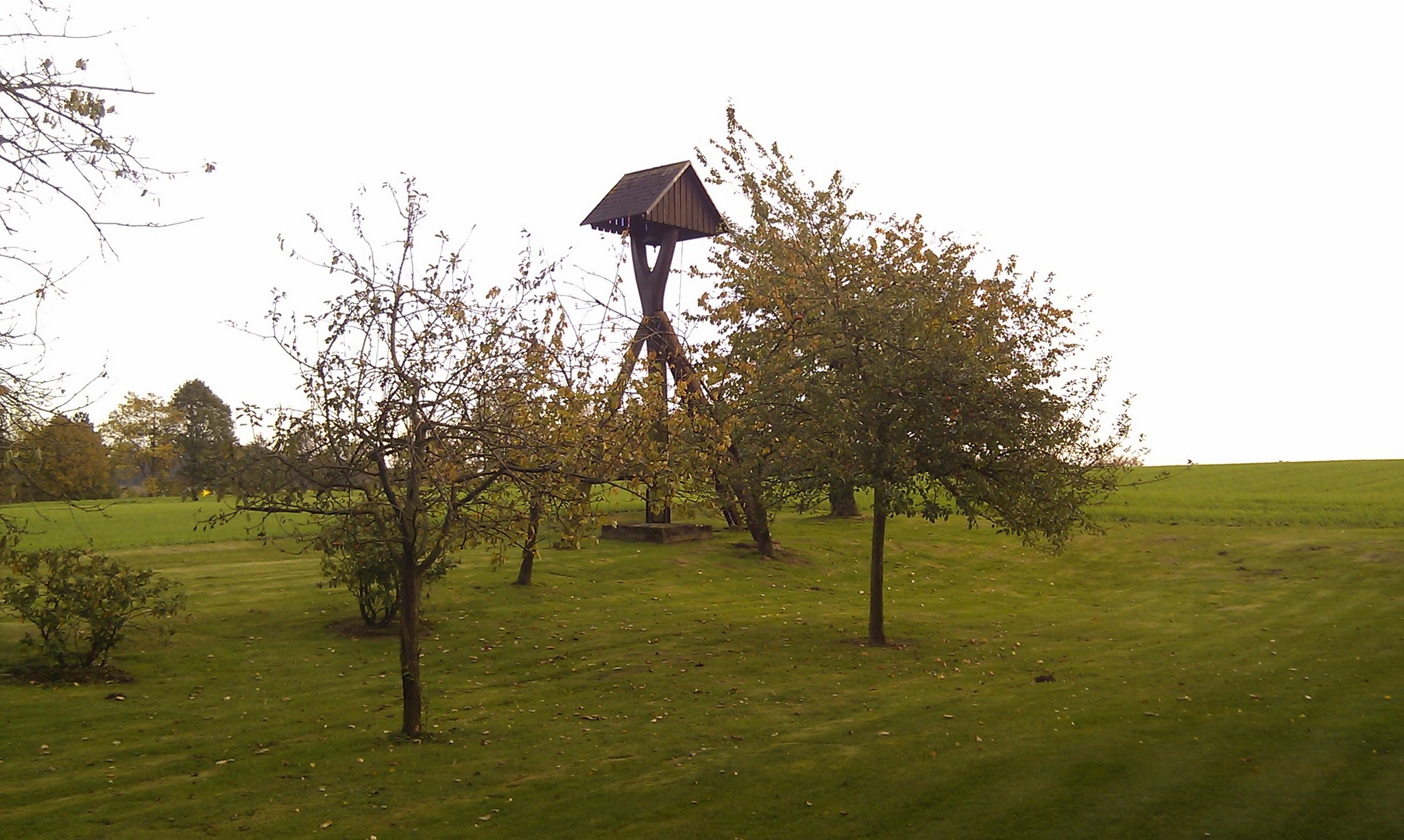
Schwenningdorf-Stukenhöfen
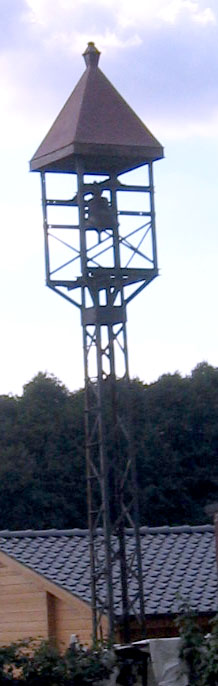
Dono
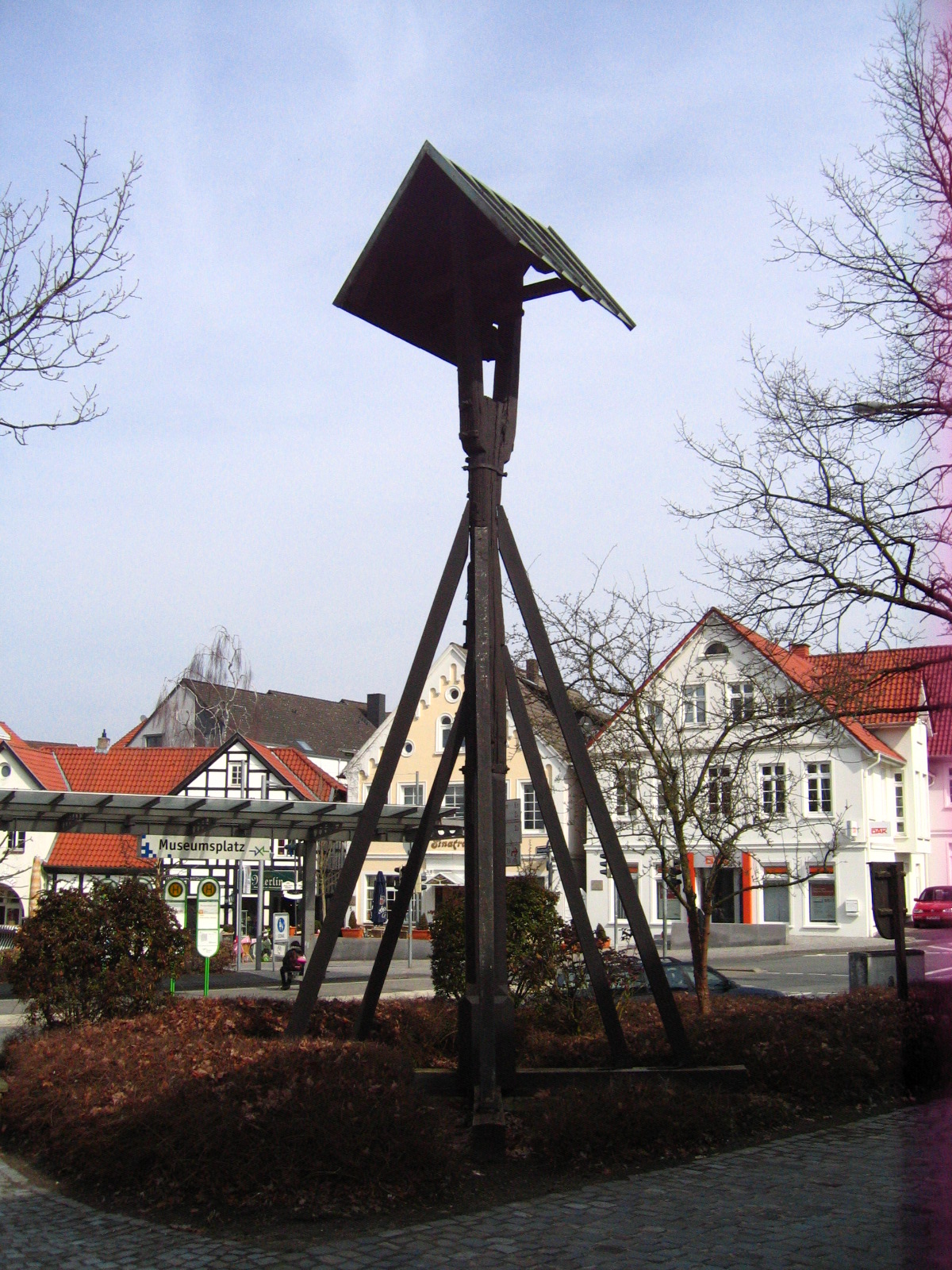
Bünde
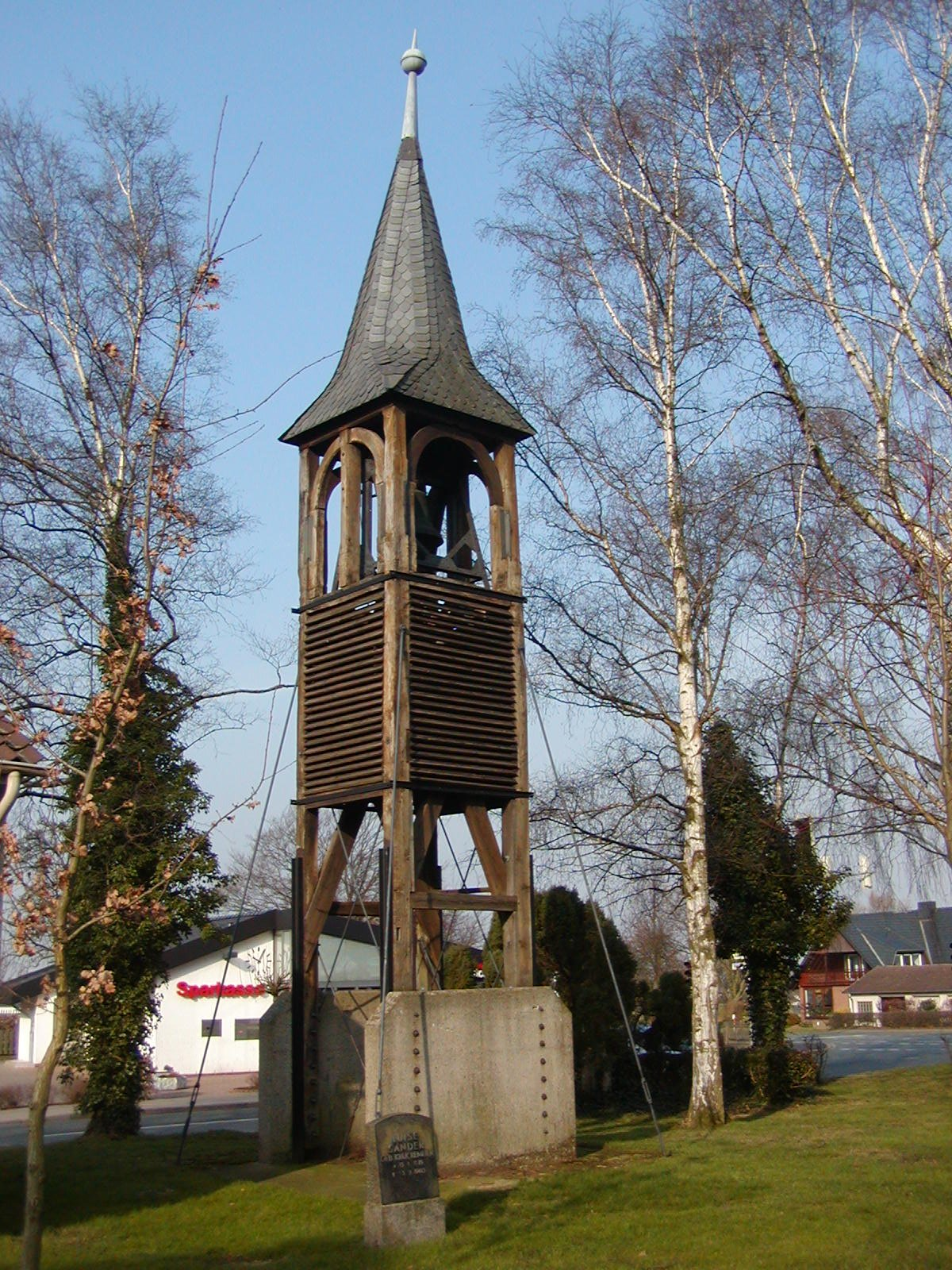
Häverstädt
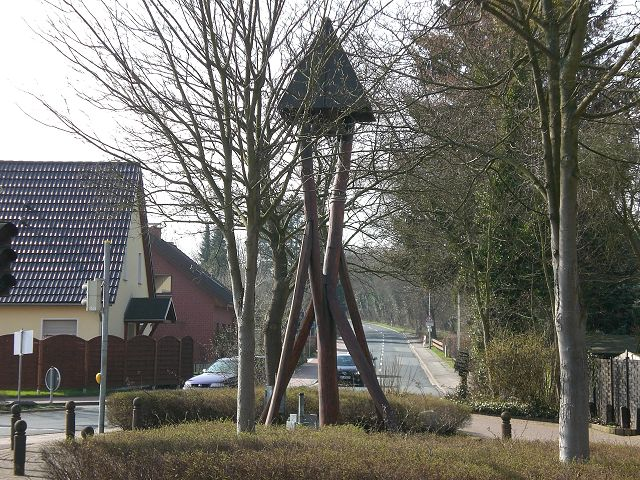
Dehme
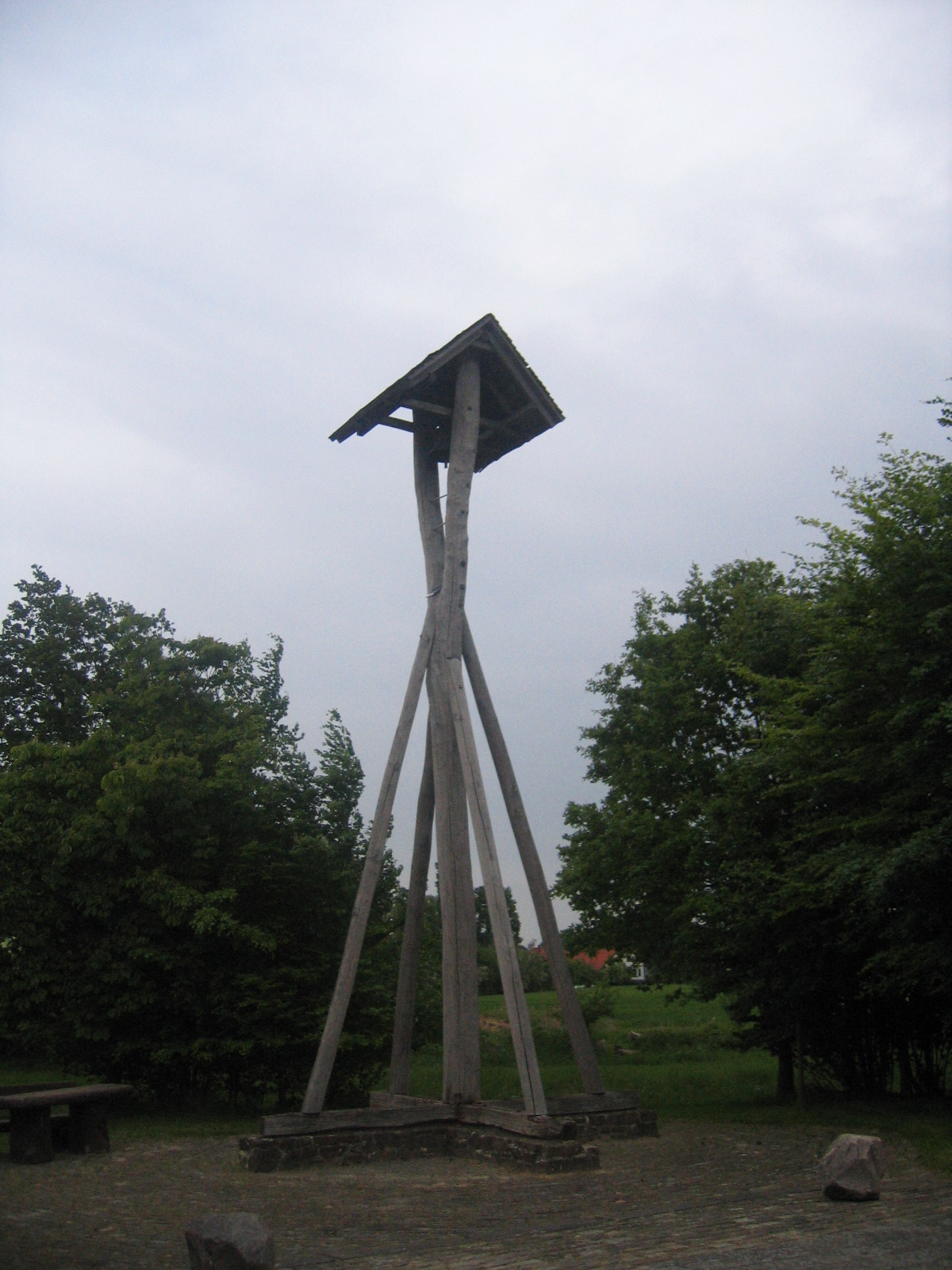
Hedem